# Штеренгерц Олександр Юхимович
Олександр Юхимович Штеренгерц (1921 – 1998) – український  лікар, педагог, професор.

## Біографія
О. Ю. Штеренгерц народився 26 березня 1921 року в м. Одеса.
В роки нацистської навали перебував в евакуації, де працював в установах Червоного Хреста.
У 1945 році закінчив Молотовський  медичний  інститут.
Працював в Одесі в системі лікувально-курортних установ.
У 1965 році захистив дисертацію на здобуття наукового ступеня кандидата медичних наук, а у 1974 році – дисертацію на здобуття наукового ступеня доктора медичних наук.
В 1982 році присвоєно вчене звання професора.
У 1964 – 1981 роках лікувальну діяльність поєднував з викладацькою роботою в Одеському державному педагогічному інституті ім. К. Д. Ушинського (за сумісництвом).
В 1981 – 1998 роках працював доцентом, професором кафедри  теорії та методики фізичного виховання Південноукраїнського педагогічного університету імені К. Д. Ушинського.
Був  дійсним членом Міжнародної академії альтернативної медицини та психофізичних знань, дійсним членом Московської психотерапевтичної академії, лауреатом премії імені               О. Л. Чижевського.
Помер у грудні 1998 року під час поїздки до США.

## Наукова діяльність
Вивчав питання лікування та реабілітації хворих з вадами опорно - рухової системи, з патологією нервової системи.  Є автором монографій, навчальних посібників, наукових та науково-популярних статей.

#### Праці
- Лечебная физкультура при паралитических заболеваниях у детей и подростков / А. Е. Штеренгерц. –  Киев : Здоров'я, 1972. – 99 с.
- Лечение и реабилитация детей с цеберальными параличами на бальнеогрязевом курорте / А. Е. Штеренгерц, И. В.  Галина. –  К. : Здоров'я, 1977. – 140 с.
- Детские санатории Украины/ М. В. Лобода, А. Е. Штеренгерц. – К.: Здоров’я, 1987. – 88 с.
- Лечебная физкультура и массаж при заболеваниях и травмах нервной системы у детей/ А. Е. Штеренгерц. – К. : Здоровья, 1989. – 192 с.
- Массаж для взрослых и детей / А. Е. Штеренгерц, Н. А. Белая . – Киев : Здоров'я, 1992 . – 383 с.
- Техника массажа и самомассажа/ А. Е. Штеренгерц. –  К. : Здоровья, 1992. – 64 с.
- Лечебная физкультура при полиомиелите и полиомиелитоподобных заболеваниях/ А. Е. Штеренгерц.// Лечебная физкультура в системе медицинской реабилитации/ Под ред. А. Ф. Каптелина и И. П. Лебедевой. – М.: Медицина, 1995. – С. 117 – 123.
- Игровая терапия творческим самовыражением в комплексном лечении фобических и навязчивых состояний у детей/ А. Е. Штеренгерц, В. Г. Катков, И. Е. Ройз.// Терапия творчеством. – М., 1997. – С. 43 – 44.

## Нагороди
- Медалі «За доблесну працю у Великій Вітчизняній війні 1941—1945 рр.», «За доблесну працю. В ознаменування 100- річчя  з дня народження Володимира Ілліча Леніна» та інші.
- Грамота Президії Верховної Ради Української РСР.
- Почесні звання  «Заслужений лікар Української РСР» (1991 р.),  «Заслужений діяч науки і техніки України» (1998 р.).

## Увічнення пам'яті
- В  Одесі на будинку № 20  по вулиці Єврейській встановлено меморіальну дошку на честь О. Ю. Штеренгерца.